# Hans Keman
Hans Keman (1948) is een Nederlands wetenschapper. Hij is emeritus hoogleraar Algemene en Vergelijkende Politicologie aan de Vrije Universiteit Amsterdam. Hij heeft Politicologie en (m.n. Eigentijdse) Geschiedenis gestudeerd aan de Vrije Universiteit. Keman was achtereenvolgens verbonden aan de Universiteit van Amsterdam (1975-1983), aan de Europees Universitair Instituut (Florence, 1983-1985), aan de Universiteit Leiden van 1985 tot 1990  (waar hij in 1988 promoveerde bij prof. dr. H. Daalder). In 1990 werd hij benoemd tot hoogleraar Algemene en Vergelijkende Politicologie aan de Vrije Universiteit Amsterdam. Keman heeft regelmatig onderzoek gedaan en onderwijs gegeven in diverse Europese landen en elders: Australië en Nieuw-Zeeland, Kenia en Zuid-Afrika, China en de Verenigde Staten. In 2013 nam hij afscheid met een rede over Sport en Politiek.

## Functies
Keman heeft verschillende functies vervuld op nationaal en internationaal gebied. Hij is voorzitter geweest van de beroepsvereniging van politicologen (Nederlandse Kring van de Wetenschap der Politiek: NKWP), de Nederlandse Vereniging voor Maatschappij en Cultuur (NVMC) en heeft deel uitgemaakt van diverse adviescommissies, o.m. bij facultaire reorganisaties, beoordelingscommissies van NWO en nationale research reviews in Denemarken en Duitsland (m.n. Berlijn en Nedersaksen). Ook is hij bestuurslid geweest van het European Consortium for Political Research (ECPR). Daarnaast was hij 'commissioning editor' van de boekenreeks European Political Science (uitgegeven door Routledge Publishers) van 1994 tot 1998, hoofdredacteur (achtereenvolgens met Peter Mair en Ed Page) van het European Journal for Political Research (1997-2003) en van Acta Politica (2003-2007). Ten slotte was hij actief als bestuurslid en speler van de Haarlemse cricketclub Rood en Wit en ook ACC en is lid van de Touring Club De Flamingo’s.

## Profiel als wetenschapper
Keman is eerst en vooral een vergelijkend politicoloog en heeft daarover gepubliceerd in toonaangevende internationale tijdschriften. Ook heeft hij 20 boeken en meer dan 160 peer reviewed artikelen en hoofdstukken in bundels gepubliceerd - alleen en samen met anderen - over de werking en inrichting van liberale democratieën, vooral m.b.t. de rol en optreden van politieke partijen (bijv. de sociaaldemocratie) en georganiseerde belangenorganisaties (corporatisme), de organisatie en optreden van partijregeringen in vertegenwoordigende stelsels in OESO en EU-lidstaten, m.n. over hun rol bij beleidsvorming, zoals de verzorgingsstaat, defensie en infrastructuur. De vergelijkende benadering wordt daarbij ingevuld op basis van de zgn. ‘triade’: Politics – Polity – Policy. Ten slotte wordt Keman gezien als een expert op het gebied van methoden en technieken van vergelijkend onderzoek en met betrekking tot de samenhang tussen politiek en geschiedenis.